# Quartier des Enfants-Rouges
Das Quartier des Enfants-Rouges ist das zehnte der 80 Quartiers (Stadtviertel) im 3. Arrondissement von Paris.

Die Stadtviertel im 3. Arrondissement

## Lage
Der Verwaltungsbezirk im 3. Arrondissement von Paris wird von folgenden Straßen begrenzt:
- Norden: Place de la République (Grenze zum Quartier de la Folie-Méricourt im 11. und dem Quartier de la Porte-Saint-Martin im 10. Arrondissement).
- Westen: Rue du Temple (Grenze zum Quartier des Arts et Métiers)
- Osten: Boulevard des Filles du Calvaire und Boulevard du Temple (Grenze zum Quartier Saint-Ambroise und Quartier de la Folie-Méricourt im 11. Arrondissement)
- Süden: Rue Pastourelle, Rue de Poitou und Rue du Pont aux Choux (Grenze zum Quartier des Archives)

## Namensursprung
Der Name kommt von dem Hospice des Enfants-Rouges, das von Margarete von Navarra, Schwester von François I., im 16. Jahrhundert gegründet wurde.

## Geschichte
Das Stadtviertel entspricht etwa dem ehemaligen Quartier du Temple in den Grenzen der Jahre 1702 bis 1789 und im südlichen Teil denen von 1795 bis 1859 nördlich des Boulevard du Temple.
Das namengebende Hospice des Enfants-Rouges wurde 1772 geschlossen und die Waisenkinder auf die Île de la Cité untergebracht. Zur Erinnerung an die ursprüngliche Einrichtung wurde der benachbarte Markt Marais du Temple zum Ende des 17. Jahrhunderts zum Marché des Enfants-Rouges; dies ergab dann den Namen für das Stadtviertel im 3. Arrondissement.

## Sehenswürdigkeiten
- Marché des Enfants Rouges, 38 Rue de Bretagne